# 徐薰
徐薰（韩语：／ Suh-Hoon，1954年12月6日—），本貫利川徐氏，曾任國家情報院院長、國家安保室室長。

## 生平
2006年曾任国家情报院第3次长，2017年被任命为文在寅政府的国家情报院长。2022年12月，徐薰因西海公务员被击毙事件被拘留起诉。

## 学历
- 首尔大学 学士
- 约翰·霍普金斯大学 国际政治学硕士
- 东国大学 政治学博士

## 履历
- 1996年 韩半岛能源开发机构 代表
- 2000年 朝韩首脑会晤代表团 代表
- 2004年2月 国家安全保障会议（國安會）情报管理室 室长
- 2004年12月 国家情报院对北战略室长
- 2006年11月 国家情报院 第3次长
- 2007年 朝韩首脑会晤代表团 代表
- 梨花女子大学北韩系 客座教授
- 2017年6月-2020年7月 第13任国家情报院长
- 2020年7月 第4任國家安保室長

| 前任： 李炳浩 | 大韩民国国家情报院长 2017年6月1日－2020年7月2日 | 繼任： 崔容煥（代理） 正任：朴智元 (政治人物) |